# Birthana taiwana
Birthana taiwana är en fjärilsart som beskrevs av John B.Heppner 1990. Birthana taiwana ingår i släktet Birthana och familjen Immidae. Inga underarter finns listade i Catalogue of Life.